# Mamestra pauper
Mamestra pauper là một loài bướm đêm trong họ Noctuidae.